# Лигнин
Лигнин (от лат. lignum — дерево, древесина) — вещество, пропитывающее стенки растительных клеток в процессе их одревеснения. Сложное полимерное соединение, содержащееся в клетках сосудистых растений и некоторых водорослях.
Одеревеневшие клеточные оболочки обладают ультраструктурой, которую можно сравнить со структурой железобетона: микрофибриллы целлюлозы по своим свойствам соответствуют арматуре, а лигнин, обладающий высокой прочностью на сжатие, — бетону.
В анализе древесины лигнин рассматривают как её негидролизуемую часть. Древесина лиственных пород содержит 18—24 % лигнина, хвойных — 23—50 %, солома злаков — 12—20 %.

## Химический состав
Лигнин представляет собой гетерогенный ароматический полимер из различных мономеров родственного строения. Именно поэтому невозможно написать его структурную формулу. В то же время известно, из каких структурных единиц он состоит и какими типами связей эти единицы объединены в макромолекулу. Мономерные звенья макромолекулы лигнина называют фенилпропановыми единицами (ФПЕ), поскольку эти структурные единицы являются производными фенилпропана. Хвойный лигнин состоит практически целиком из гваяцилпропановых структурных единиц. В состав лиственного лигнина кроме гваяцилпропановых единиц входят в большом количестве сирингилпропановые единицы. В состав некоторых лигнинов, главным образом травянистых растений, входят единицы, не содержащие метоксильных групп — гидроксифенилпропановые единицы.
Лигнин — ценное химическое сырьё, используемое во многих производствах и в медицине.
Лигнин — один из основных компонентов, отвечающих за ванильный аромат старых книг. Лигнин, как и древесная целлюлоза, разлагается со временем в процессе окисления и придаёт старым книгам приятный запах.

## Применение
Сульфатный лигнин ограниченно применяется в производстве полимерных материалов, фенолформальдегидных смол и как компонент клеящих композиций в производстве ДСП, картона, фанеры и др. Гидролизный лигнин служит котельным топливом в лесохимических производствах, а также сырьём для получения гранулированного активированного угля, пористого кирпича, удобрений, уксусной и щавелевой кислот, наполнителей.
Сравнительно недавно лигнин был успешно использован в производстве полиуретановой пены.
В 1998 году в Германии фирмой «Текнаро» был разработан процесс получения Арбоформа — материала, названного «жидкой древесиной». В 2000 г. под Карлсруэ был открыт завод по производству биопластика, сырьём для которого служит лигнин, волокна льна или конопли и некоторые добавки, также растительного происхождения. По своей внешней форме арбоформ в застывшем состоянии похож на пластик, но имеет свойства полированной древесины. Достоинством «жидкой древесины» является возможность её многократной переработки путём переплавки. Результаты анализа арбоформа после десяти циклов показали, что его параметры и свойства остались прежними.
Активированный путём щелочной обработки с последующей отмывкой и нейтрализацией лигнин используется для сбора разливов нефти и нефтепродуктов с водных и твёрдых поверхностей.
В медицине «гидролизный лигнин» зарегистрирован как международное непатентованное название (Ligninum hydrolisatum, Lignin hydrolised) и используется в качестве энтеросорбента. Он также используется для тех же целей в ветеринарии.
Энтеросорбенты на основе лигнина связывают различные микроорганизмы, продукты их жизнедеятельности, токсины экзогенной и эндогенной природы, аллергены, ксенобиотики, тяжёлые металлы, радиоактивные изотопы, аммиак, двухвалентные катионы и выводятся через кишечник в неизменённом виде. Они компенсируют недостаток естественных пищевых волокон, положительно влияют на микрофлору толстого кишечника и на неспецифический иммунитет.
В промышленности из лигнина вырабатывают ванилин.

## Пожароопасные свойства
Горючий порошок. Температура самовоспламенения: аэрогеля — 300 °C, аэровзвеси — 450 °C; нижний концентрационный предел распространения пламени — 40 г/м³; максимальное давление взрыва — 710 кПа; максимальная скорость нарастания давления — 35 МПа/с; минимальная энергия зажигания — 20 мДж; минимальное взрывоопасное содержание кислорода — 17 % об.
Средства тушения: распылённая вода, воздушно-механическая пена.
Предпринимались попытки тушения горящего лигнина на полигоне закачиванием глинистого раствора в пробурённые скважины.
Лимнологическим институтом СО РАН разработана технология тушения горящего лигнина с использованием золошлаковых отходов ОАО «Иркутскэнерго», которая использовалась для тушения горящего лигнина на лигнинохранилище Зиминского гидролизного завода, начиная с 2005 года. Для тушения опытного участка было использовано 10 000 тонн золошлаков из золоотвала Зиминского участка Н-ЗТЭЦ, всего на золоотвале складировано порядка 262 000 тонн.
Для тушения лигнина шламы (отходы ТЭЦ) распыляются на полигоне с помощью гидропульпы и проникают в поверхностный слой лигнина на глубину до 30 см. Благодаря минеральной составляющей они препятствуют возникновению возгораний. 

## Радиопротекторные свойства
В ходе масштабного эксперимента специалисты Института геологии им. академика Н. П. Юшкина Коми научного центра УрО РАН и Института биологии доказали радиопротекторные свойства лигнина. Учёные разработали и запатентовали способ получения водорастворимого лигнина из стеблей овса и поили раствором мышей до и после лучевого воздействия для оценки его терапевтического и профилактического эффекта. Животных подвергали длительному и острому однократному гамма-облучению в больших дозах, а затем анализировали состояние всех их органов и сравнивали с контрольной группой, которая не принимала лигнин. У принимавших лигнин мышей наблюдалось снижение[сколько?] числа двухнитевых разрывов ДНК при повышении доли неповреждённых клеток, усиливалась репарация ДНК, снижалась доля клеток с микроядрами и повышалось количество кариоцитов (клеток кроветворения). Полученные результаты могут быть использованы для разработки радиопротекторных препаратов.